# Bogusław Rękas
Bogusław Rękas (ur. 1932 w Zamościu) – polski dyplomata; chargé d’affaires w Birmie (Mjanmie) (1964), Chinach (1975), Libanie (1987–1989) i Jordanii (1995–1999).

## Życiorys
Bogusław Rękas ukończył I LO w Zamościu i Państwową Wyższą Szkołę Pedagogiczną w Łodzi (w 1956 włączoną do Uniwersytetu Łódzkiego). Od 1954 pracownik Ministerstwa Spraw Zagranicznych. Członek Międzynarodowej Komisji Nadzoru i Kontroli w Wietnamie i Laosie. Przebywał na placówkach w Rangunie, Bangkoku oraz Pekinie; jako chargé d’affaires tymczasowo szefował placówkom w Rangunie (marzec – maj 1964) i Pekinie (kwiecień – listopad 1975). Później kierował jako chargé d’affaires ambasadami w Bejrucie (16 września 1987–31 maja 1989) i Ammanie (18 września 1995–1999).
W 1985 został odznaczony Odznaką Honorową „Zasłużony Pracownik Państwowy”.